# Стоп! Снято! (альбом)
«Стоп! Снято!» — второй студийный альбом украинской группы «ВИА Гра». Релиз на CD в России состоялся 14 апреля 2003 года. Основной вокалисткой, как и в последующих двух альбомах группы, «Биология» и «Stop! Stop! Stop!», выступила Анна Седокова.

## История выхода альбома
О предстоящем выходе нового альбома группа сообщила в ноябре 2002 года, назвав предварительную дату его выхода — март 2003 года. Впрочем, это больше макси-сингл, чем альбом.

Песни, которые в него войдут, будут отличаться от прежних прежде всего звучанием, потому что мы записываем их в Москве. Конечно, мы не будем петь ни жёсткий рок, ни диско-хаус. Это будут всё те же красивые, лиричные, нежные песни.
— солистка группы Анна Седокова
В качестве автора песен выступил Константин Меладзе. Партии Алёны Винницкой в песнях «Стоп! Стоп! Стоп!» и «Good morning, папа!» полностью перепеты Анной Седоковой. В совместных партиях песен «Убей мою подругу» и «Я не поняла» удалили вокал Алёны Винницкой, оставив вокал только Анны Седоковой.
Релиз диска состоялся в России 14 апреля 2003 года, на Украине — 16 апреля 2003 года. Успех диска позволил руководству Sony Music назвать группу самым успешным проектом российского отделения лейбла. 15 мая 2003 года состоялся релиз альбома в Израиле, что стало первым релизом лейбла Sony Music Russia в этой стране. 10 июня 2003 вышла специальная версия альбома для Юго-Восточной Азии, разошедшаяся со скоростью, превышающей максимальные ожидания компании, что привело Sony Music Russia к решению о записи первого англоязычного альбома «Stop! Stop! Stop!».

## Промо

### Презентация
Презентация «Стоп! Снято!» состоялась 24 апреля 2003 года в развлекательном комплексе «Golden Palace». Среди гостей были представители шоу-бизнеса, ведущие музыкальных телеканалов, журналисты и прочие VIP гости. Ведущим вечера стал Отар Кушанашвили. Трио вживую исполнило песни «Стоп! Стоп! Стоп!», «Не оставляй меня, любимый!», «Good morning, папа!», «Попытка № 5», «Заклинание», «Бомба», «Я не вернусь», «Убей мою подругу» и «Я не поняла». Позднее видеоверсия этого события вошла в DVD-сборник группы «Стоп! Снято!».

### Синглы
- «Стоп! Стоп! Стоп!»

Песня вышла в качестве сингла в марте 2002 года, клип на неё был выпущен в июне того же года, когда группа действовала в составе Анна Седокова — Алёна Винницкая — Татьяна Найник. Первоначальная версия песни в данном составе вошла в переиздание альбома «Попытка № 5». Для альбома «Стоп! Снято!» партии Алёны Винницкой были перепеты Анной Седоковой (таким образом, она исполняет всю песню, остальные участницы действующего на момент выхода альбома состава, Надежда Грановская и Вера Брежнева, подпевают ей в припеве). В «Стоп! Снято!» также вошли 3 ремикса на эту песню. В сентябре 2003 был выпущен дебютный англоязычный альбом группы, «Stop! Stop! Stop!», заглавной песней которого стала англоязычная версия песни «Стоп! Стоп! Стоп!», которая также была выпущена в качестве сингла и на которую был снят клип. На вышедшем в ноябре 2003 года альбоме «Биология» присутствуют две новые версии этой песни — «Стоп! Стоп! Стоп! (upbeat version)» и «Стоп! Стоп! Стоп! (R&B version)». «Стоп! Стоп! Стоп! (upbeat version)» также исполнялась группой на концертах и выступлениях в телепрограммах, в том числе в «Тотальном шоу» на MTV Russia, где был презентован сингл «Биология», и где солистка «ВИА Гры» Анна Седокова озвучила название нового альбома. Песня получила премию «Песня года» в 2002 году.
- «Good morning, папа!»

Песня вышла в качестве сингла в октябре 2002 года, клип на неё был выпущен в составе Анна Седокова — Алёна Винницкая — Татьяна Найник — Надежда Грановская. Как и для песни «Стоп! Стоп! Стоп!», в альбоме «Стоп! Снято!» партии Алёны Винницкой были перепеты Анной Седоковой. В альбом также вошли два ремикса на неё. Песня вошла в итоговый годовой чарт хит-парада «Звуковая дорожка МК» — «Top 30 hits-02».
- «Я не поняла»

Песня была впервые исполнена составом Анна Седокова — Алёна Винницкая — Надя Грановская в новогоднем телефильме «Золушка» в дуэте с Веркой Сердючкой. В альбом «Стоп! Снято!» песня вошла в сольном исполнении группой (уже без Алёны Винницкой). В июле 2003 группой была выпущена новая версия этой песни — «Вот таки дела», вошедшая в альбом «Биология», на неё был снят клип, а её англоязычная версия вошла в альбом «Stop! Stop! Stop». В марте 2004 года версия с Веркой Сердючкой была номинирована на «Премию Муз ТВ-2004» в категории «Лучший дуэт», но проиграла другой песне группы «ВИА Гра» — «Океан и три реки», исполненной с Валерием Меладзе.
- «Не оставляй меня, любимый!»

В качестве сингла песня вышла в феврале 2003 года и считается одной из самых успешных песен группы. За эту песню группа получила премии «Песня года» и «Золотой граммофон» 2003 года, а в декабре 2009 клип на эту песню был назван лучшим клипом десятилетия согласно зрительскому голосованию музыкального телеканала RU TV (Россия). В альбом также вошли два ремикса на эту песню, а в альбом «Stop! Stop! Stop» вошла её англоязычная версия.
- «Убей мою подругу»

Как сингл песня вышла в мае 2003 года, а клип сразу же попал в «горячую» ротацию на MTV Russia (более 50 показов в неделю). Песня получила награды «Песня года 2003», «Стопудовый хит 2003» и «Бомба года 2004». В альбом «Stop! Stop! Stop» вошли англоязычная и японоязычная версии этой песни.

## Коммерческий успех альбома
Весь первый запланированный тираж «Стоп! Снято!» был полностью заказан ещё за месяц до официальной даты релиза. За первые 6 месяцев было продано свыше 500 тысяч копий данного альбома. «Стоп! Снято!» получил статус «золотого» одновременно с альбомом «Попытка № 5» и соответствующая награда за оба альбома была вручена группе на презентации альбома «Биология» 12 ноября 2003 года.

## Критика
Журналистка Екатерина Алексеева из агентства InterMedia в основном положительно оценила альбом. Рецензент отметила малый музыкальный материал на альбоме, при этом назвав ремиксы на имеющиеся композиции забавными и разноплановыми, а ING-mix by Rainman На песню «Good morning, папа» она назвала «результатом ловкого скрещивания „ВИА Гры“ и In-Grid». По мнению журналистки, в песнях описаны различные социальные проблемы: «неполных семей и прав женщины в обществе („Good Morning, папа“), женского соперничества с уголовной подоплекой („Убей мою подругу“)». Также рецензент посчитала, что вокал основной солистки Анны Седоковой «очень кукольный, неестественный, как будто убыстрили пластинку».
Олег Климов из белорусской «Музыкальной газеты» охарактеризовал пластинку как «качественный поп», где «есть что послушать». Лучшим треком автор посчитал «Я не поняла», описав композицию как «умц-передумц с народно-украинской поволокой, ностальгичной ламбадой и роковой гитарой-сорокапяткой».
Редакция музыкального журнала Play положительно оценила альбом, выразив восхищение работой создававшей его команды, которая по их мнению сумела выполнить нетривиальную задачу «обеспечить соответствие музыкального материала» ВИА Гры «её видеоизображению». По мнению журналистов, песни авторства Константина Меладзе, «кажущиеся довольно однообразными и предсказуемыми в репертуаре» Валерия Меладзе, в исполнении ВИА Гры «выглядят образцами благозвучия». Минусом пластинки редакция назвала малое количество оригинальных композиций и большое количество ремиксов, однако, по их мнению, это компенсируется тем, что «на любую из […] вещей можно снимать клипы и раскручивать до первых мест в хит-парадах», а некоторые из ремиксов были названы «занятными». Похвалы группа удостоилась также за «очень приличный» вокал.

## Варианты издания
Кроме стандартной версии диска были также выпущены коллекционная версия, версия для Израиля, версия для Юго-Восточной Азии, минидиск формате mp3 и аудиокассета.
Коллекционная версия альбома впервые на российском музыкальном рынке была выполнена в двух вариантах — в CD-упаковке и DVD-боксе. Она включает в себя 32-страничный буклет с фотографиями группы, а также DVD с двумя версиями клипа «Не оставляй меня, любимый!» и слайд-шоу. Коллекционное издание в CD-упаковке выполнено в виде слипкейса.
Версия для Юго-Восточной Азии является аналогом российского издания, однако надписи сделаны на английском языке. Не следует путать эту версию с англоязычным альбомом «Stop! Stop! Stop!» — несмотря на одинаковые названия, диски являются совершенно разными по наполнению.
Минидиск «Стоп! Снято!» является полноценной версией альбома, изданной в формате mp3 на диске формата 8 дюймов.
В 2005 году альбом был переиздан компанией CD Land в упрощенном варианте.

### Видео-бонус
В качестве бонуса на альбом включены две версии клипа «Не оставляй меня, любимый!» — обычная и репортаж с фотосессии к альбому. В коллекционном издании клипы помещены на DVD вместе со слайд-шоу.
| Название                                          | Автор              | Режиссёр          |
| ------------------------------------------------- | ------------------ | ----------------- |
| «Не оставляй меня, любимый!»                      | Константин Меладзе | Семён Горов       |
| «Не оставляй меня, любимый!» (Репортаж со съёмки) | Константин Меладзе | Владимир Пасичник |

### Буклет
Коллекционное издание альбома содержит тридцатидвухстраничный буклет, содержащий фото солисток, а также список людей, которые работали над альбомом и благодарности солисток:
- Анна Седокова, солистка группы «ВИА Гра»:

Спасибо счастливому стечению обстоятельств и благоприятному расположению звёзд, а также тем кто правильно сумел этим распорядиться. Спасибо тем кто нас любит и ненавидит — это делает нас сильнее. Спасибо всем!
- Вера Брежнева, участница группы «ВИА Гра»:

Спасибо нашим мамам за безграничную любовь, сёстрам и братьям за понимание и поддержку, Ваше тепло и уверенность в нас — это самый сильный стимул становиться лучше и идти вперёд!
- Надежда Грановская, участница группы «ВИА Гра»:

Благодарю всех, кто имеет отношение к группе ВИА Гра. Я думаю, что это не только продюсеры, музыканты и мы, солистки, но и наши поклонники. Спасибо всем, кому нравится всё, что мы делаем!
Инлей содержит фото каждой солистки и подпись:
- Надя — предпочитает экстремальные виды спорта: дельтаплан и водный мотоцикл
- Вера — обожает танцевать, негу шёлка и клубнику без сливок
- Аня — читает классиков французской литературы в оригинале

## Список композиций

### CD-версия
- 1. Стоп! Стоп! Стоп!
- 2. Good morning, папа!
- 3. Убей мою подругу
- 4. Не оставляй меня, любимый!
- 5. Я не поняла (песня из телевизионного мюзикла «Золушка»)
- 6. Стоп! Стоп! Стоп! (disco house mix by YaD)
- 7. Good morning, папа! (strong mix by RainMan)
- 8. Стоп! Стоп! Стоп! (latino mix by YaD)
- 9. Не оставляй меня, любимый! (etno-easy mix by RainMan)
- 10. Good morning, папа! (ING mix by RainMan)
- 11. Стоп! Стоп! Стоп! (crystal pop mix by Master J)
- 12. Не оставляй меня, любимый! (space mix by RainMan)

### Аудиокассета
| №  | Название                                     | Длительность |
| -- | -------------------------------------------- | ------------ |
| 1. | «Не оставляй меня, любимый!»                 | 3:31         |
| 2. | «Good morning, папа!»                        | 3:34         |
| 3. | «Убей мою подругу»                           | 3:43         |
| 4. | «Стоп! Стоп! Стоп!»                          | 3:44         |
| 5. | «Я не поняла»                                | 4:43         |
| 6. | «Стоп! Стоп! Стоп! (disco house mix by YaD)» | 4:09         |

| №   | Название                                                | Длительность |
| --- | ------------------------------------------------------- | ------------ |
| 7.  | «Good morning, папа! (strong mix by RainMan)»           | 3:43         |
| 8.  | «Стоп! Стоп! Стоп! (latino mix by YaD)»                 | 3:56         |
| 9.  | «Не оставляй меня, любимый! (etno-easy mix by RainMan)» | 3:43         |
| 10. | «Good morning, папа! (ING mix by RainMan)»              | 3:23         |
| 11. | «Стоп! Стоп! Стоп! (crystal pop mix by Master J)»       | 4:58         |
| 12. | «Не оставляй меня, любимый! (space mix by RainMan)»     | 3:46         |

## Создатели альбома
- Группа ВИА Гра — Надя, Вера и Аня
- Слова, музыка и аранжировки — Константин Меладзе
- Вокал — Анна Седокова (оригинальные версии песен № 2—8, 10 и 11 исполнила Алёна Винницкая )
- Бэк-вокал — Наталья Гура, Анна Карэ, Геннадий Крупник, Константин Меладзе, Вера Брежнева, Надежда Грановская
- Гитара — Стефан Василишин
- Саксофон — Игорь Рудый
- Звукорежиссёр — Владимир Бебешко
- Звукооператор — Владимир Криптович
- Администратор — Артур Ковальков
- Продюсеры — Дмитрий Костюк, Константин Меладзе
- Продюсирование ремиксов — Сергей Горбащук
- Продакт-менеджер — Юлия Секарёва
- Верстка, компьютерная графика — Юрий Задимидько
- Дизайн, графика — Владимир Пасичник
- Фото (обложка) — Тарас Маляревич
- Фото (инлей+буклет) — Владимир Пасичник
- Дизайн — Владимир Пасичник

## Награды
| Год  | Награда                | Номинированная работа                              | Категория                            | Результат |
| ---- | ---------------------- | -------------------------------------------------- | ------------------------------------ | --------- |
| 2002 | «Песня года»           | Песня «Стоп! Стоп! Стоп!»                          | Песня года                           | Победа    |
| 2003 | «НФПФ»                 | Альбом «Стоп! Снято!»                              | Золотой диск                         | Победа    |
| 2003 | «Золотой граммофон»    | Песня «Не оставляй меня, любимый!»                 | Статуэтка «Золотого граммофона»      | Победа    |
| 2003 | «Песня года — Россия»  | Песня «Не оставляй меня, любимый!»                 | Песня года                           | Победа    |
| 2003 | «Песня года — Россия»  | Песня «Убей мою подругу»                           | Песня года                           | Победа    |
| 2003 | «Песня года — Украина» | Песня «Не оставляй меня, любимый!»                 | Песня года                           | Победа    |
| 2003 | «Песня года — Украина» | Песня «Убей мою подругу»                           | Песня года                           | Победа    |
| 2003 | «Стопудовый хит»       | Песня «Убей мою подругу»                           | Лучшая песня                         | Победа    |
| 2004 | «Премия Муз-ТВ»        | Песня «Я не поняла» (совместно с Веркой Сердючкой) | Лучший дуэт                          | Номинация |
| 2004 | «Бомба года»           | Песня «Я не поняла»                                | Лучшая песня                         | Победа    |
| 2004 | «Бомба года»           | Песня «Убей мою подругу»                           | Лучшая песня                         | Победа    |
| 2005 | «Рекордъ-2005»         | Альбом «Стоп! Снято!»                              | Альбом артиста из ближнего зарубежья | Номинация |

## История релиза
| Страна             | Дата выхода          | Формат         |
| ------------------ | -------------------- | -------------- |
| Россия             | 14 апреля 2003 год   | CD             |
| Украина            | 16 апреля 2003 год   | CD             |
| Израиль            | 15 мая 2003 год      | CD             |
| Юго-Восточная Азия | 10 июня 2003 год     | CD             |
| Земля              | 29 сентября 2003 год | mp3 — минидиск |

## Прочее

### DVD «Стоп! Снято!»
DVD-сборник группы «ВИА Гра», выпущенный 10 ноября 2003 года и содержащий клипы группы и видео-версию презентации одноимённого альбома
| №   | Название | Длительность |
| --- | --- | ------------ |
| 1.  | «Попытка № 5» | 3:25         |
| 2.  | «Я не вернусь» | 3:45         |
| 3.  | «Обними меня» | 3:54         |
| 4.  | «Бомба» | 3:25         |
| 5.  | «Стоп! Стоп! Стоп!» | 3:55         |
| 6.  | «Good morning, папа!» | 3:51         |
| 7.  | «Не оставляй меня, любимый!» | 3:32         |
| 8.  | «Убей мою подругу» | 4:02         |
| 9.  | «Не оставляй меня, любимый! (Репортаж с фотосессии)» | 3:43         |
| 10. | «Вот таки дела» | 3:35         |
| 11. | «Океан и три реки» | 3:54         |
| 12. | «Stop! Stop! Stop!» | 3:48         |
| 13. | «Презентация альбома «Стоп! Снято!» (в программе исполнение с «живым» звуком песен «Стоп! Стоп! Стоп!», «Good morning, папа!», «Не оставляй меня, любимый!», «Заклинание», «Попытка №5», «Убей мою подругу», «Я не вернусь», «Бомба», и «Я не поняла» и интервью солисток)» | 44:47        |

### EP «Стоп! Снято!»
Минидиск группы «ВИА Гра» формата CD-Audio, выпущенный в 2003 году, но в отличие от MP3-минидиска «Стоп! Снято!» содержащий всего три песни из оригинального альбома и 2 бонусных трека со следующего альбома группы «Биология».
| №  | Название                     | Длительность |
| -- | ---------------------------- | ------------ |
| 1. | «Стоп! Стоп! Стоп!»          | 3:44         |
| 2. | «Убей мою подругу»           | 3:43         |
| 3. | «Не оставляй меня, любимый!» | 3:41         |
| 4. | «Вот таки дела»              | 3:37         |
| 5. | «Океан и три реки»           | 3:41         |